# Ryatjärnen
Ryatjärnen är en sjö i Kungsbacka kommun i Halland och ingår i Rolfsåns huvudavrinningsområde. Sjön är 8,8 meter djup, har en yta på 0,06 kvadratkilometer och befinner sig 100 meter över havet.